# Heinrich von Saldern

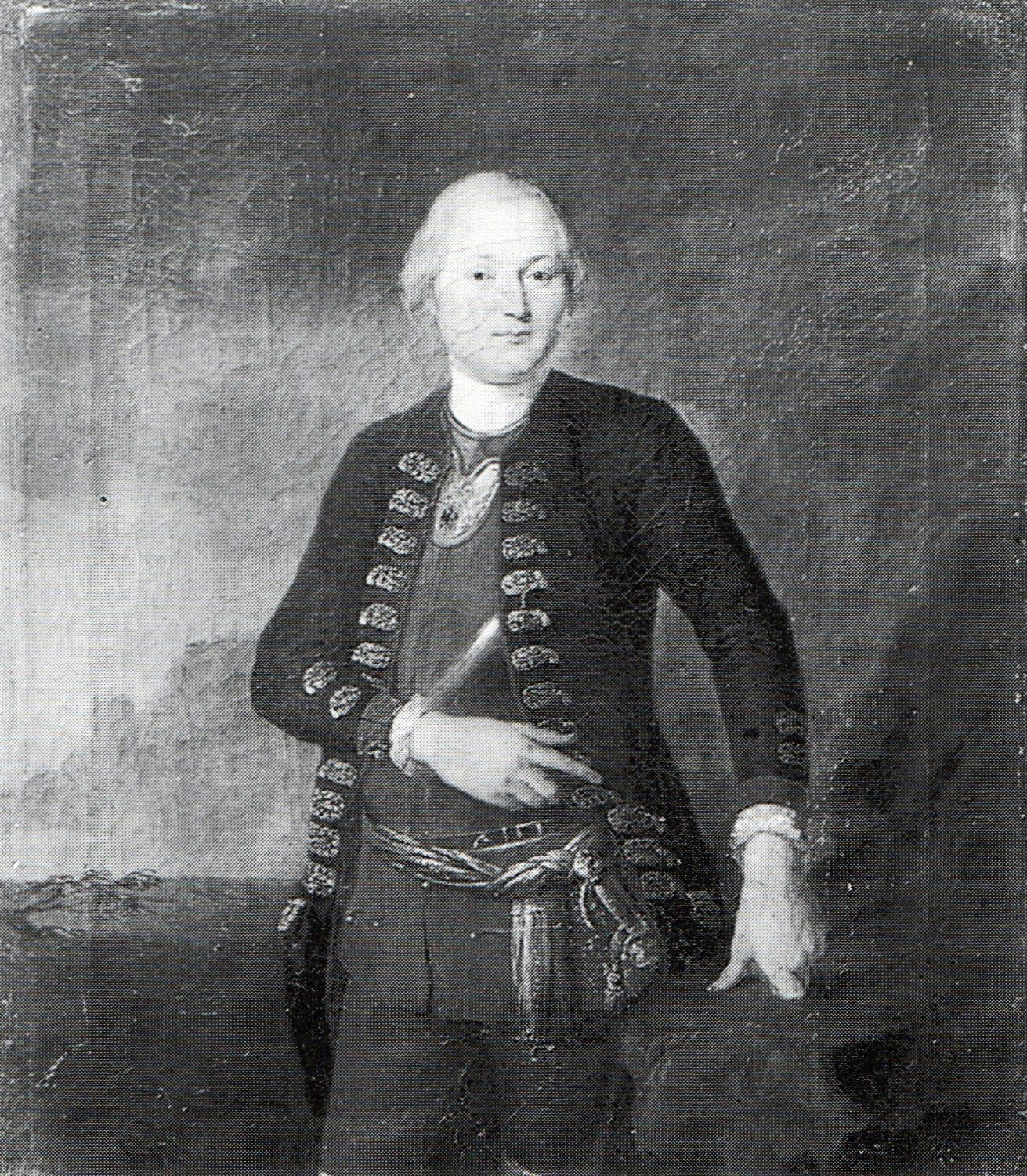
Heinrich von Saldern

Heinrich von Saldern (* 22. Februar 1694; † 21. Mai 1745 in Cosel) war ein preußischer Generalmajor. Er war zuletzt Chef des Garnisonsregiments Nr. 6, Kommandant von Cosel und Amtshauptmann von Zossen.

## Leben
Seine Eltern waren Aschwin von Saldern (* 7. August 1656; † 1714) und Anna Dorothea von Ingersleben (* 16. Juni 1672; † 27. April 1759) aus dem Hause Schrepkau und Tochter von Heinrich Rudolf von Ingersleben. Der Generalmajor Wilhelm von Saldern war sein Bruder. Sein Vater war Erbherr von Garß und Reckentin.
Er war 1715 bereits der jüngste Seconde-Lieutenant im 1. Grenadier-Bataillon des Leibregiments des Königs Friedrich Wilhelm. Er nahm damit am Pommernfeldzug 1715/1716 teil. Als Friedrich II. König wurde, ernannt er bald darauf Saldern zum Oberst und gab ihm am 15. Oktober 1740 die Amtshauptmannschaft von Freienwalde und Neuenhagen. 1743 erhielt er das Garnisonsregiment von Cosel und wurde kurze Zeit später nach Generalmajor.